# Jean-Paul Basly
Pour les articles homonymes, voir Basly.
Pas d'image ? Cliquez ici

a Compétitions nationales et continentales officielles uniquement.

Jean-Paul Basly, né le 10 avril 1946 à Mialos (Pyrénées-Atlantiques), est un joueur français de rugby à XV évoluant au poste de centre avec la Section paloise de 1966 à 1978.
Instituteur à la retraite, il est également l'auteur de nombreux ouvrages.

## Carrière sportive

### Joueur

#### Jeunesse et formation
Jean-Paul Basly naît le 10 avril 1946 à Mialos, près d'Arzacq-Arraziguet en Béarn, dans une famille d'agriculteurs. Il commence par jouer au basket-ball à Mialos, avant de débuter le rugby à XV au SA Monein. Il est instituteur spécialisé, formé à l'École normale de Lescar.[réf. nécessaire]

#### Section paloise
Son talent l'amène à rejoindre la Section paloise, où il évolue en tant que trois-quart centre pendant quatorze saisons, de 1966 à 1978. Basly évolue aux côtés de figures emblématiques du rugby béarnais comme Robert Paparemborde, Christian Loustaudine, Michel Ollé, Gérard Brusque, Marc Etcheverry et Gérard Mariné, au stade de la Croix du Prince.[réf. nécessaire]
En 1970, la Section paloise remporte le Challenge Antoine-Béguère et atteint les demi-finales du championnat contre le RC Narbonne en 1974.[réf. nécessaire]

### Entraîneur
Il entraine la Section paloise à deux reprises, lors de la saison 1982-1983, puis de 1987 à 1989. 

## Auteur
Il est l'auteur de plusieurs romans.

## Vie privée
Veuf, il est le père de l'artiste Franck Basly.